# Câu lạc bộ bóng đá Lâm Đồng
Câu lạc bộ bóng đá Lâm Đồng có trụ sở tại thành phố Đà Lạt, tỉnh Lâm Đồng.
Hiện tại, câu lạc bộ đang thi đấu tại giải bóng đá Hạng Nhì Quốc gia.

## Thành tích
V-League:
- Hạng Ba (1): 1997

Giải hạng nhì:
- Á quân (1): 2011

## Đội hình hiện tại
Tính đến tháng 6 năm 2022
Ghi chú: Quốc kỳ chỉ đội tuyển quốc gia được xác định rõ trong điều lệ tư cách FIFA. Các cầu thủ có thể giữ hơn một quốc tịch ngoài FIFA.
| Số | VT | Quốc gia | Cầu thủ             |
| -- | -- | -------- | ------------------- |
| 4  | TV | Việt Nam | Thân Thái Đạt       |
| 5  | TV | Việt Nam | Phùng Khắc Nhất     |
| 6  | TV | Việt Nam | Đặng Văn Dương      |
| 7  | HV | Việt Nam | Đỗ Thanh Nam        |
| 8  | TV | Việt Nam | Lê Hoàng Luân       |
| 9  | TV | Việt Nam | Nguyễn Văn Đình     |
| 10 | HV | Việt Nam | Nguyễn Thế Thắng    |
| 11 | TV | Việt Nam | Nguyễn Duy Khánh    |
| 12 | TV | Việt Nam | Hồ Quốc Cường       |
| 14 | HV | Việt Nam | Nguyễn Huỳnh Hữu An |
| 15 | HV | Việt Nam | K'Mis               |
| 16 | HV | Việt Nam | Nguyễn Xuân Thìn    |
| 17 | TĐ | Việt Nam | Nguyễn Thành Huân   |

| Số | VT | Quốc gia | Cầu thủ             |
| -- | -- | -------- | ------------------- |
| 18 | HV | Việt Nam | Nguyễn Thành Nhân   |
| 19 | TĐ | Việt Nam | Võ Công Minh        |
| 20 | HV | Việt Nam | Tạ Anh Đạt          |
| 22 | TĐ | Việt Nam | Trần Duy Quốc Hoàng |
| 23 | TĐ | Việt Nam | Đỗ Trường Trân      |
| 24 | TM | Việt Nam | Trương Lâm Nhật     |
| 25 | TM | Việt Nam | Vũ Ngọc Mạnh        |
| 26 | TM | Việt Nam | Chu Văn Tấn         |
| 28 | TV | Việt Nam | Trần Phi Hùng       |
| 30 | TV | Việt Nam | Trần Văn Đạt        |
| 35 | HV | Việt Nam | Nguyễn Hữu Toán     |
| 37 | TV | Việt Nam | Trần Ngọc Dũng      |
| 48 | TĐ | Việt Nam | Huỳnh Nguyễn Du     |

## Cầu thủ tiêu biểu
- Trần Kim Nghĩa
- Trương Văn Tâm
- Nguyễn Hồng Hải
- Đinh Xuân Thành
- Nguyễn Tiến Danh
- Ngô Việt Trung
- Nguyễn Mạnh Quý
- Trịnh Hân Quốc Bảo

## Huấn luyện viên
- Đoàn Phùng 1990-2000
- Đinh Xuân Thành 2000 - ?
- Trương Trọng Đạt
- Nguyễn Hòa
- Lưu Mông Hùng 2006
- Trần Hùng Cường
- Nguyễn Mạnh Quý 2008-2011
- Vũ Quang Bảo 2011-2012
- Đoàn Quốc Việt 2013-2017
- Nguyễn Mạnh Quý 2018-2021
- Hứa Hiền Vinh 2022
- Issawa Singthong 11/2022-3/2023
- Đoàn Quốc Việt 5/2023-nay

## Thành tích tại Giải đấu trong nước
| Thành tích của Lâm Đồng tại Giải vô địch bóng đá quốc gia | Thành tích của Lâm Đồng tại Giải vô địch bóng đá quốc gia | Thành tích của Lâm Đồng tại Giải vô địch bóng đá quốc gia | Thành tích của Lâm Đồng tại Giải vô địch bóng đá quốc gia | Thành tích của Lâm Đồng tại Giải vô địch bóng đá quốc gia | Thành tích của Lâm Đồng tại Giải vô địch bóng đá quốc gia | Thành tích của Lâm Đồng tại Giải vô địch bóng đá quốc gia | Thành tích của Lâm Đồng tại Giải vô địch bóng đá quốc gia | Thành tích của Lâm Đồng tại Giải vô địch bóng đá quốc gia |
| Năm                                                       | Thành tích                                                | Số trận                                                   | Thắng                                                     | Hòa                                                       | Thua                                                      | Bàn thắng                                                 | Bàn thua                                                  | Điểm số                                                   |
| --------------------------------------------------------- | --------------------------------------------------------- | --------------------------------------------------------- | --------------------------------------------------------- | --------------------------------------------------------- | --------------------------------------------------------- | --------------------------------------------------------- | --------------------------------------------------------- | --------------------------------------------------------- |
| VĐQG 1991                                                 | Thứ 6 (Bảng B) (Rớt hạng A1)                              | 12                                                        | 3                                                         | 3                                                         | 6                                                         | 13                                                        | 12                                                        | 9                                                         |
| VĐQG 1993-1994                                            | '                                                         |                                                           |                                                           |                                                           |                                                           |                                                           |                                                           | '                                                         |
| VĐQG 1995                                                 | Bán kết                                                   | 13                                                        | 7                                                         | 1                                                         | 5                                                         | 17                                                        | 14                                                        | '                                                         |
| VĐQG 1996                                                 | Thứ 4                                                     | 22                                                        | 10                                                        | 4                                                         | 8                                                         | 31                                                        | 29                                                        | 34                                                        |
| VĐQG 1997                                                 | Thứ 3                                                     | 22                                                        | 11                                                        | 2                                                         | 9                                                         | 27                                                        | 26                                                        | 35                                                        |
| VĐQG 1998                                                 | Thứ 6                                                     | 26                                                        | 11                                                        | 5                                                         | 10                                                        | 35                                                        | 40                                                        | 38                                                        |
| VĐQG 1999-2000                                            | Thứ 13 (Rớt hạng nhất)                                    | 26                                                        | 6                                                         | 4                                                         | 14                                                        | 22                                                        | 42                                                        | 22                                                        |
| Hạng nhất 2000-2001                                       | Thứ 8                                                     | 22                                                        | 7                                                         | 4                                                         | 11                                                        | 27                                                        | 37                                                        | 25                                                        |
| Hạng nhất 2001-2002                                       | Thứ 6                                                     | 22                                                        | 8                                                         | 4                                                         | 10                                                        |                                                           |                                                           | 28                                                        |
| Hạng nhất 2003                                            | Thứ 12 (Rớt hạng nhì)                                     | 22                                                        | 2                                                         | 6                                                         | 14                                                        | 18                                                        | 45                                                        | 12                                                        |
| Hạng nhất 2006                                            | Thứ 13 (Rớt hạng nhì)                                     | 26                                                        | 6                                                         | 9                                                         | 11                                                        | 29                                                        | 38                                                        | 27                                                        |
| Hạng nhất 2012                                            | Thứ 8                                                     | 26                                                        | 9                                                         | 6                                                         | 11                                                        | 28                                                        | 36                                                        | 33                                                        |